# Wonder Quest
Wonder Quest là một chương trình web giải trí dành cho trẻ em của Disney Maker Studios. Nó được tạo ra bởi Joseph Garrett, một nhà bình luận nổi tiếng trên YouTube, người đăng video chủ yếu lấy bối cảnh trong trò chơi video Minecraft với tên gọi trên internet của anh là "Stampy Cat". Chương trình do Patrick Muhlberger, Ryan Burns, Garrett viết kịch bản và Muhlberger sản xuất. Nội dung giáo dục Minecraft ban đầu được phát triển bởi Adam Clarke, người đóng cùng Garrett với tư cách là nhân vật của riêng anh là "Wizard Keen".
Cùng với trên kênh YouTube Wonder Quest, Maker Studios mô tả chương trình này là một loạt chương trình phụ trên kênh YouTube chính của Joseph Garrett, với sự tham gia của nhân vật Stampy Cat. Trích dẫn sự thành công vượt bậc của Minecraft là nguồn cảm hứng cho Wonder Quest tại hội nghị công nghiệp truyền hình MIPTV ở Cannes, Garrett nói rằng "nếu bạn nhận sự tham gia của họ và đưa nó vào một không gian hiệu quả hơn như giáo dục hoặc nghệ thuật, họ sẽ tham gia trong đó, họ sẽ đính hôn ".
Wonder Quest công chiếu vào ngày 25 tháng 4 năm 2015. Tính đến tháng 12 năm 2016, chương trình đã thu về hơn 101 triệu lượt xem. Tập đầu tiên của mùa 2 đã được phát hành vào ngày 20 tháng 8 năm 2016.

## Tiền đề
Wonder Quest theo chân chú mèo Stampy được nhân cách hóa và phù thủy Wizard Keen, người đã thực hiện nhiều cuộc phiêu lưu để ngăn chặn các thế lực xấu xa khác nhau phá hủy một viên ngọc ma thuật được gọi là viên ngọc kỳ diệu.

## Tổng quan về chương trình
| Mùa | Mùa | Số tập | Số tập | Phát sóng gốc       | Phát sóng gốc       |
| Mùa | Mùa | Số tập | Số tập | Phát sóng lần đầu   | Phát sóng lần cuối  |
| --- | --- | ------ | ------ | ------------------- | ------------------- |
|     | 1   | 12     | 12     | 25 tháng 4 năm 2015 | 11 tháng 7 năm 2015 |
|     | 2   | 12     | 12     | 20 tháng 8 năm 2016 | 5 tháng 11 năm 2016 |

### Mùa 1 (2015)
Lấy bối cảnh tại thị trấn Wonderberg, Stampy Cat và những người bạn mới quen của mình, Wizard Keen, cố gắng cứu thị trấn khỏi người anh em phù thủy độc ác của mình, Heinous. Cùng nhau, họ bắt đầu một cuộc phiêu lưu để ghép lại 5 điều kỳ diệu của viên ngọc quý để mang lại điều kỳ diệu trong Wonderberg, và họ đã gặp phải những rắc rối trên đường đi.

### Mùa 2 (2016)
Stampy Cat và Wizard Keen nhận được một lời mời bí ẩn đến từ Hiệp hội các kỳ quan. Là thành viên mới của xã hội, Head Wonderer, Priscilla, buộc bộ đôi phải truyền bá điều kỳ diệu và bảo vệ Wonderberg khỏi các thế lực xấu xa. Họ chạm trán với Rama, một thành viên bị từ chối của xã hội, người đã thay đổi quá khứ để ngăn chặn những kỳ quan vĩ đại nhất thế giới khỏi băn khoăn. Sử dụng cỗ máy thời gian, nhóm đã bắt đầu một cuộc phiêu lưu khác để mang những điều kỳ diệu trở lại với hiện tại.

## Diễn viên lồng tiếng
- Joseph Garrett trong vai Stampy Cat[1]
- Adam Clarke trong vai Wizard Keen[1]
- Shay Carl trong vai Heinous[1]
- Roger Craig Smith trong vai Flunky
- Richard Steven Horvitz trong vai Lacky

## Sản xuất và phát hành
Wonder Quest được Joseph Garrett công bố lần đầu tại hội nghị công nghiệp truyền hình MIPTV vào tháng 4 năm 2015. Chương trình là sự hợp tác giữa Joseph Garrett và Maker Studios. YouTube được bảo đảm quyền với tư cách là nhà phân phối độc quyền của chương trình này, vì công ty mẹ của họ là Google đã thúc đẩy phạm vi phủ sóng rộng rãi hơn đối với nội dung dành cho trẻ em trên trang web phát trực tuyến video của họ.
Chương trình có các định dạng khác với danh sách video bình thường của Garrett: "Nó khác so với các video bình thường của tôi khi chỉ phát và nói về Minecraft. Đó là một chương trình hoàn toàn theo kịch bản và giá trị sản xuất cao hơn nhiều: có điểm gốc, nhiều hiệu ứng âm thanh và lớp phủ". Ngoài ra, bộ truyện được coi là một chương trình giáo dục dành cho trẻ em, tuy nhiên Garrett nhấn mạnh rằng giải trí là ưu tiên chính: "Sẽ chẳng có ích gì khi có một chương trình giáo dục nếu không có ai đi xem".
Các bản đồ Minecraft ban đầu được xây dựng bởi The Voxelbox, Blockworks và Johan "Dragnoz" Kruger. Nhạc soundtrack do Seth Earnest sáng tác.
Wonder Quest khởi chiếu vào ngày 25 tháng 4 năm 2015. Các tập phim được phát hành theo lịch hàng tuần với một tập phim hoạt hình I Wonder.
Là một phần trong các sáng kiến thực tế ảo của YouTube Gaming, phần 2 của Wonder Quest bao gồm những nội dung được tải lên ở dạng video 360°. Các phần của nội dung thực tế ảo khiến người hâm mộ đắm chìm trong các trò chơi, câu chuyện và trò chơi tương tác.

## I Wonder
Mỗi tập của Wonder Quest đều đi kèm với một tập của loạt phim hoạt hình ngắn có tên là I Wonder, cũng do Maker Studios sản xuất. Loạt phim ngắn, mỗi tập dài khoảng ba phút, có Stampy Cat và Wizard Keen điều tra các chủ đề giáo dục được khám phá trong mỗi tập Wonder Quest tương ứng. Giám sát sản xuất là Cella Duffy và đồng đạo diễn là Josh Bitzer và TJ Fuller. Nhạc gốc cho I Wonder do Duke Westlake sáng tác.

## Side Quest
Side Quest là một chương trình đồng hành với Wonder Quest, được đăng trên kênh chính của Garrett, temylonghead. Không giống như Wonder Quest và I Wonder, chương trình này sử dụng định dạng Let's Play. Trong chương trình này, Stampy khám phá thế giới Wonderberg cùng với Wizard Keen và các nhân vật khác.

## Giải thưởng
| Năm  | Giải thưởng    | Thể loại                      | Kết quả |
| 2016 | Giải Webby     | Kênh và Mạng Video - Trò chơi | Đề cử   |
| 2016 | Giải Kidscreen | Chươn trình/ứng dụng hay nhất | Đề cử   |